# Shut Up and Dance (Walk the Moon)
Shut Up and Dance è un brano musicale del gruppo musicale pop rock americano Walk the Moon pubblicato come primo singolo estratto dal loro secondo album in studio Talking Is Hard.

## Descrizione
Il cantante del gruppo Nicholas Petricca ha raccontato che il brano è basato su una storia vera, infatti raccontò che lui durante una serata in un Night Club di Los Angeles chiamato "The Echo" quando quella che sarebbe diventata la sua ragazza gli chiese di ballare, e così dopo quella serata iniziò a scrivere la canzone, e una volta completata la sua ragazza lo incitò a renderla singolo d'anticipazione per il suo album.

## Classifiche

### Classifiche settimanali
| Classifica (2014-15) | Posizione massima |
| -------------------- | ----------------- |
| Australia            | 3                 |
| Austria              | 7                 |
| Belgio (Fiandre)     | 21                |
| Belgio (Vallonia)    | 14                |
| Canada               | 4                 |
| Danimarca            | 35                |
| Francia              | 28                |
| Germania             | 10                |
| Irlanda              | 2                 |
| Italia               | 79                |
| Nuova Zelanda        | 11                |
| Paesi Bassi          | 28                |
| Regno Unito          | 4                 |
| Spagna               | 29                |
| Stati Uniti          | 4                 |
| Svezia               | 12                |
| Svizzera             | 20                |

### Classifiche di fine anno
| Classifica (2024) | Posizione |
| ----------------- | --------- |
| Regno Unito       | 85        |